# Deutsches Museum
Deutsches Museum (Tyske Museum) i München, Tyskland, er verdens største museum tilegnet teknologi og videnskab, med omkring 1,5 million besøgende hvert år og 28.000 udstillede genstande fra 50 grene indenfor videnskab og teknologi. Museet blev grundlagt den 28. juni 1903 ved et møde i Verein Deutscher Ingenieure (VDI) på initiativ af Oskar von Miller. Museets fulde navn er Deutsches Museum von Meisterwerken der Naturwissenschaft und Technik. Det er det største museum i München.

## Ømuseet
Hovedlokationen for museet er en lille ø i floden Isar. Øen havde ingen bygninger før 1772, da den regelmæssigt var oversvømmet før bygningen af Sylvensteinspeicher.
I 1772 blev Isar kasernen bygget på øen, og efter en oversvømmelse i 1899 blev bygningerne genopført med oversvømmelsesbeskyttelse. I 1903 meddelte bystyret, at de ville forære øen til det nybyggede Deutsches Museum. Øen, der tidligere blev kaldt Kohleinsel (Kuløen), blev omdøbt til Museumsinsel (Museumsøen).

## Andre lokaliteter
Udover bygningerne på Museumsinsel har museet også to lokalafdelinger i og tæt på München samt én i Bonn.
Afdelingen Flugwerft Schleißheim ligger ca. 18 km. nord for Münchens centrum tæt på Schloss Schleißheim. Det ligger på området for en af Tysklands ældste militærflyvepladser grundlagt lige før 1. Verdenskrig. Det består af det gamle kontroltårn og kommandobygning samt moderne tilbygninger fra de sene 2000'erne efter opfordring fra Franz-Josef Strauss, Bayerns daværende ministerpræsident, der var en passioneret fritidspilot.
"Flugwerft Schleißheim" udstiller forskellige interessante fly, der ikke er plads til i hovedbygningen på "Museumsinsel" i München. Denne lokalafdeling indeholder også en arbejdshal til restaurering af alle slags fly til udstilling.
Den nyeste afdeling af Deutsches Museum, beliggende i Theresienhöhe i München, åbnede i 2003 og hedder Deutsches Museum Verkehrszentrum og fokuserer på transportteknologi.
Afdelingen i Bonn åbnede i 1995 og fokuserer på tysk teknologi, videnskab og research efter 1945.

## Oskar von Miller
Oskar von Miller studerede elektroteknik og er desuden kendt for at bygge den første højspændingslinie fra Miesbach til München (57 km) i 1882 til den elektriske teknologiudstilling i Glaspalast i München. I 1883 blev han ansat i AEG og grundlagde et ingeniørkontor i München. I de tidlige år var udstillingerne og samlingerne på Deutsches Museum i høj grad baseret på Oskar von Millers ønsker.

## Historie
Nogle få måneder før VDI's sommermøde i 1903 samlede Oskar von Miller en lille gruppe, der støttede hans ønske om at oprette et videnskabs- og teknologimuseum. For at vise deres støtte donerede gruppen spontant 260.000 mark til sagen og valgte en provisorisk komité for at sætte gang i projektet.
I juni 1903 gik prins Luitpold ind som protektor for museet og bystyret i München donerede Kuløen til opførelsen af bygningen. Desuden begyndte der at ankomme udstillinger fra München, Tyskland og fra udlandet, inklusiv samlinger fra Bayerische Akademie der Wissenschaften. Da der endnu ikke eksisterede en egentlig museumsbygning, blev tingene udstillet på det nationale museum.
21. november 1906 blev de midlertidige udstillinger ved det nationale museum åbnet for offentligheden, og allerede 13. november var grundstenen til det permanente museum blevet lagt.
Museets første navn "German Museum for Masterpieces of Natural Science and Technology", var ikke valgt for at begrænse museet til tyske fremskridt indenfor videnskab og teknologi men for at udtrykke vigtigheden af samme til det tyske folk.
Oskar von Miller åbnede det nye museum på sin 70 års fødselsdag, 2. maj 1925 efter en forsinkelse på næsten ti år.
Før og under 2. Verdenskrig fik museet et meget lille budget budget af nazistyret, og mange udstillinger blev ikke opdateret med undtagelse af bl.a. den nye automobiludstilling, der blev åbnet 7. maj 1937. I slutningen af 1944 blev museet ramt af luftbombardementer, hvorved 80 % af bygningerne og 20 % af udstillingerne blev skadet eller ødelagt. Da allierede tropper marcherede ind i München i april 1945, lykkedes det museumsdirektør Karl Bässler at redde den sidste bro til museumsøen fra at blive sprængt af tyske tropper på tilbagetog.
Efter krigen blev museet lukket for at blive repareret og en del midlertidige lejere, såsom Det teknologiske Universitet og postkontoret brugte museumsbygningerne som deres egne, mens deres egne bygninger blev genopbygget. Museet husede også Sh'erit ha-Pletah, der repræsenterede tvangsflyttede jøder i Tyskland efter krigen.
I november 1945 kunne biblioteket genåbnes efterfulgt af kongreshallen i januar 1946. En specialudstilling om de første 50 år med dieselmotoren kunne åbne i oktober 1947, og de faste udstillinger begyndte at genåbne i maj 1948. Ikke før 1965, mere end tyve år efter krigen, svarede udstillingsarealet til størrelsen før krigen.
I løbet af 1950'erne fokuserede museet på naturvidenskab frem for teknologi, og mange af de traditionelle store udstillinger såsom ingeniørarbejder blev reduceret i størrelse for at give plads til mere moderne teknologiske fremskridt.
I august 1969 blev Apollo 8-modulet vist i en specialudstilling kaldet "Man and Space", og i 1970 blev den første fuldtids direktør, Theo Stillger, ansat.
I begyndelsen af 1980'erne blev en del udstillinger skadet af en påsat brand. Dette resulterede i en stor genopbygning og nybygning, der bragte det totale udstillingsareal op på 55.000 m2 i 1993. I 1980'erne og 90'erne fik man også oprettet Deutsches Museum Bonn og Flugwerft Schleißheim.
I 1996 forærede den bayriske regering Deutsches Museum en række bygninger i det historiske Theresienhöhe i München, der resulterede i oprettelsen af et transportmuseum, Deutsches Museum Verkehrszentrum, som åbnede i 2003 og i dag huser automobil- og togudstillinger, som er flyttet fra Deutsches Museums hovedbygning.

## Nuværende permanente udstillinger
| - Aerospace - Agriculture - Altamira Cave, reproduction of a Spanish cave with stone-age paintings - Amateur Radio - Astronautics - Astronomy - Bridge Building - Ceramics - Chemistry - Chronometry - Computers - Digital Imaging - Electrical Power - Energy Technology - Environment - Geodesy - Glass - History of the Deutsches Museum - Hydraulic engineering - Machine Components | - Machine Tools - Marine Navigation - Masterpieces - Mathematical Gallery - Mining (Historical and Modern) - Metallurgy - Microelectronics - Mineral Oil and Natural Gas - Music - Paper - Pharmacy - Physics - Power Machinery - Printing - Scientific Instruments - Technical Toys - Telecommunications - Textile Technology - Tunnel Construction - Weights and Measures |

## Trivia
- Julius Rosenwald og Commercial Club of Chicago modelerede Museum of Science and Industry efter Deutsches Museum.